# Sự đánh đổi
Sự đánh đổi (trade-off) là một khái niệm dùng để nói lên sự lựa chọn cho một quyết định nào đó; đó là việc các doanh nghiệp, hộ gia đình, chính phủ, tổ chức xã hội hoặc bất cứ một cá nhân nào trong xã hội cân nhắc việc bỏ ra một nguồn lực nào đó (tiền, chi phí, tài sản, thời gian hay bất cứ thứ gì mà mình có) để thu được một nguồn lực khác mà mình mong muốn. Nói cách khác, quá trình ra quyết định đòi hỏi phải đánh đổi một mục tiêu nào đó để đạt được mục tiêu khác. Sự lựa chọn quyết định đó được đưa ra dựa trên sự nhận thức rõ ích lợi và cái mà phải mất giữa các phương án lựa chọn. Về mặt kinh tế học, thì sự lựa chọn này có liên quan hữu cơ đến thuật ngữ Chi phí cơ hội.
Ví dụ về sự đánh đổi về mặt kinh tế là: quyết định của một cá nhân nào đó trong việc chi tiêu hoặc tiết kiệm. Một ví dụ khác, đó là sử dụng thời gian; khi sử dụng một khoảng thời gian làm một việc gì đó, thì anh ta sẽ không thể làm được việc khác nào nữa. Do đó, sự đánh đổi ở đây chính là việc anh ta đánh đổi khoảng thời gian không thoải mái khi làm việc, nghe giáo sư giảng bài... để đổi lấy một thời gian thoải mái nghỉ ngơi, thưởng thức...
Một bộ ba của sự đánh đổi thường được nhắc đến là thời gian, tiền bạc và chất lượng; thông thường trong các trường hợp chỉ đáp ứng được hai trong ba yêu cầu kia.
Thuật ngữ "Sự đánh đổi" được sử dụng trong rất nhiều lĩnh vực như: kinh tế, chính trị, nhân khẩu học, y học, công nghệ tin học, hoặc trong bất kỳ lĩnh vực nào trong đời sống, xã hội.

## Các yếu tố tác động
1. Yếu tố văn hóa
2. Yếu tố thể chế